# República Checa en los Juegos Olímpicos de Londres 2012
La República Checa estuvo representada en los Juegos Olímpicos de Londres 2012 por un total de 133 deportistas que compitieron en  deportes. Responsable del equipo olímpico fue el Comité Olímpico Checo, así como las federaciones deportivas nacionales de cada deporte con participación.
El portador de la bandera en la ceremonia de apertura fue el jugador de bádminton Petr Koukal.

## Medallistas
El equipo olímpico de la República Checa obtuvo las siguientes medallas:
| Nombre                                            | Deporte               | Competición                  |
| ------------------------------------------------- | --------------------- | ---------------------------- |
| Oro                                               |                       |                              |
| Barbora Špotáková                                 | Atletismo             | Jabalina F                   |
| Jaroslav Kulhavý                                  | Ciclismo de montaña   | Campo a través M             |
| David Svoboda                                     | Pentatlón moderno     | Individual M                 |
| Miroslava Knapková                                | Remo                  | Scull Individual (W1x) F     |
| Plata                                             |                       |                              |
| Zuzana Hejnová                                    | Atletismo             | 400 m con vallas F           |
| Vavřinec Hradilek                                 | Piragüismo en eslalon | K1 M                         |
| Ondřej Synek                                      | Remo                  | Scull Individual (M1x) M     |
| Andrea Hlaváčková Lucie Hradecká                  | Tenis                 | Dobles F                     |
| Bronce                                            |                       |                              |
| Vítězslav Veselý                                  | Atletismo             | Jabalina M                   |
| Daniel Havel Lukáš Trefil Josef Dostál Jan Štěrba | Piragüismo            | K4 1000 m M                  |
| Adéla Sýkorová                                    | Tiro                  | Rifle en 3 posiciones 50 m F |